# Yeongdo-gu (Busan)
Yeongdo-gu es un distrito en Busan, Corea del Sur. La gu sí se limita a Yeong-do (Isla Yeong) situado en el borde sur del centro de Busan. Alcanzó el estatus de gu en 1957. La Universidad Marítima de Corea y Museo Marítimo Nacional se encuentran en Yeongdo-gu.

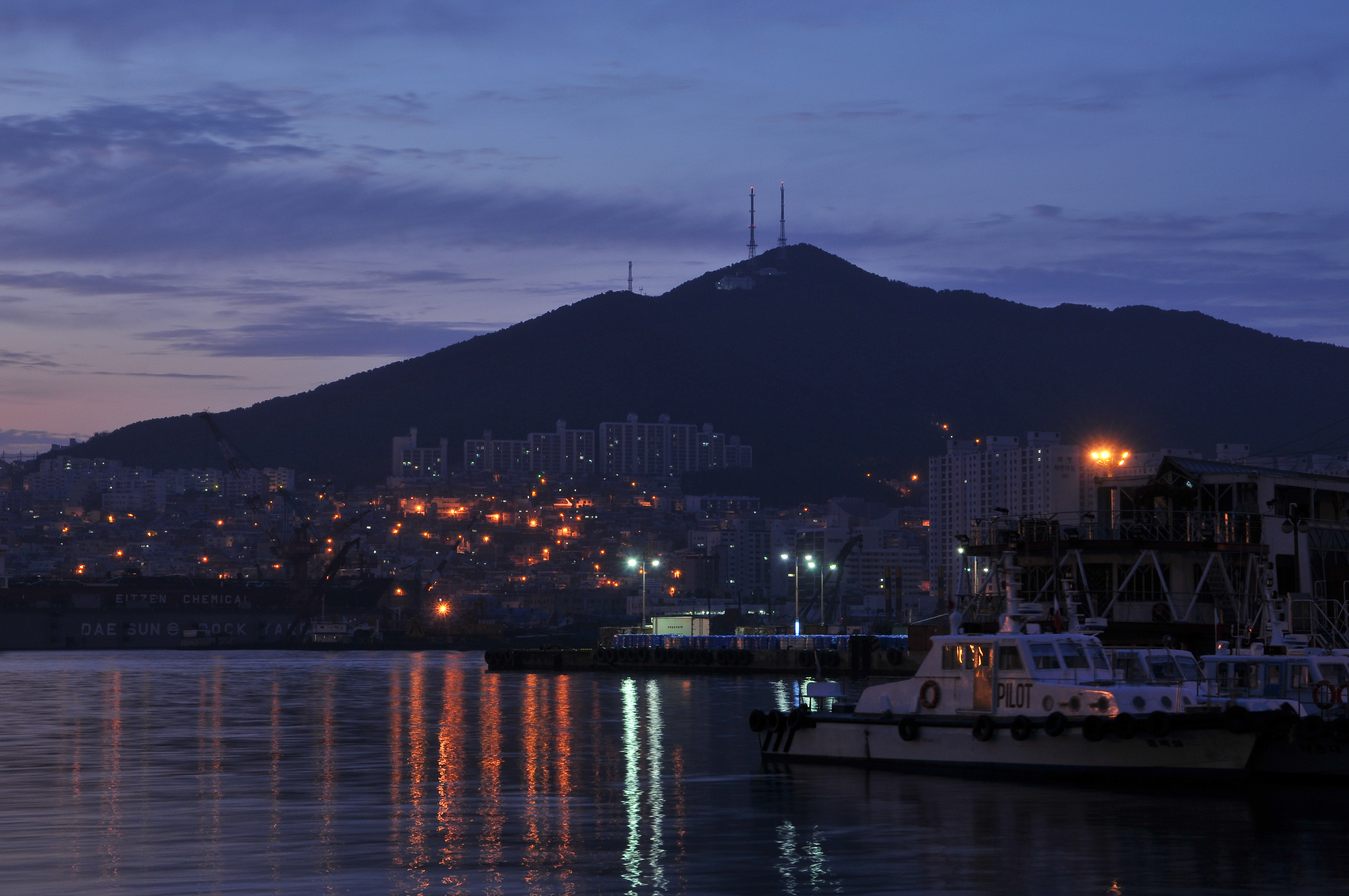
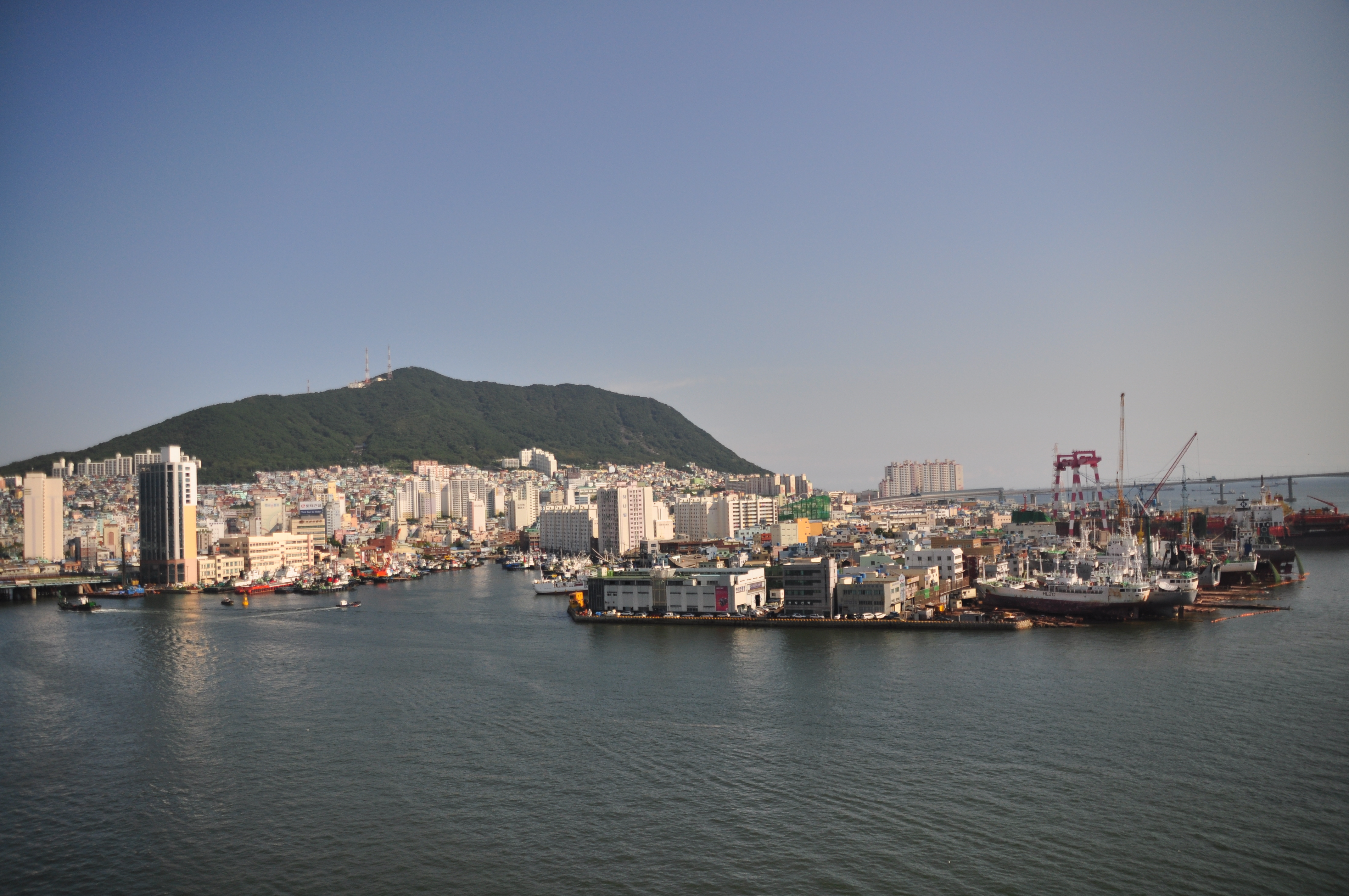
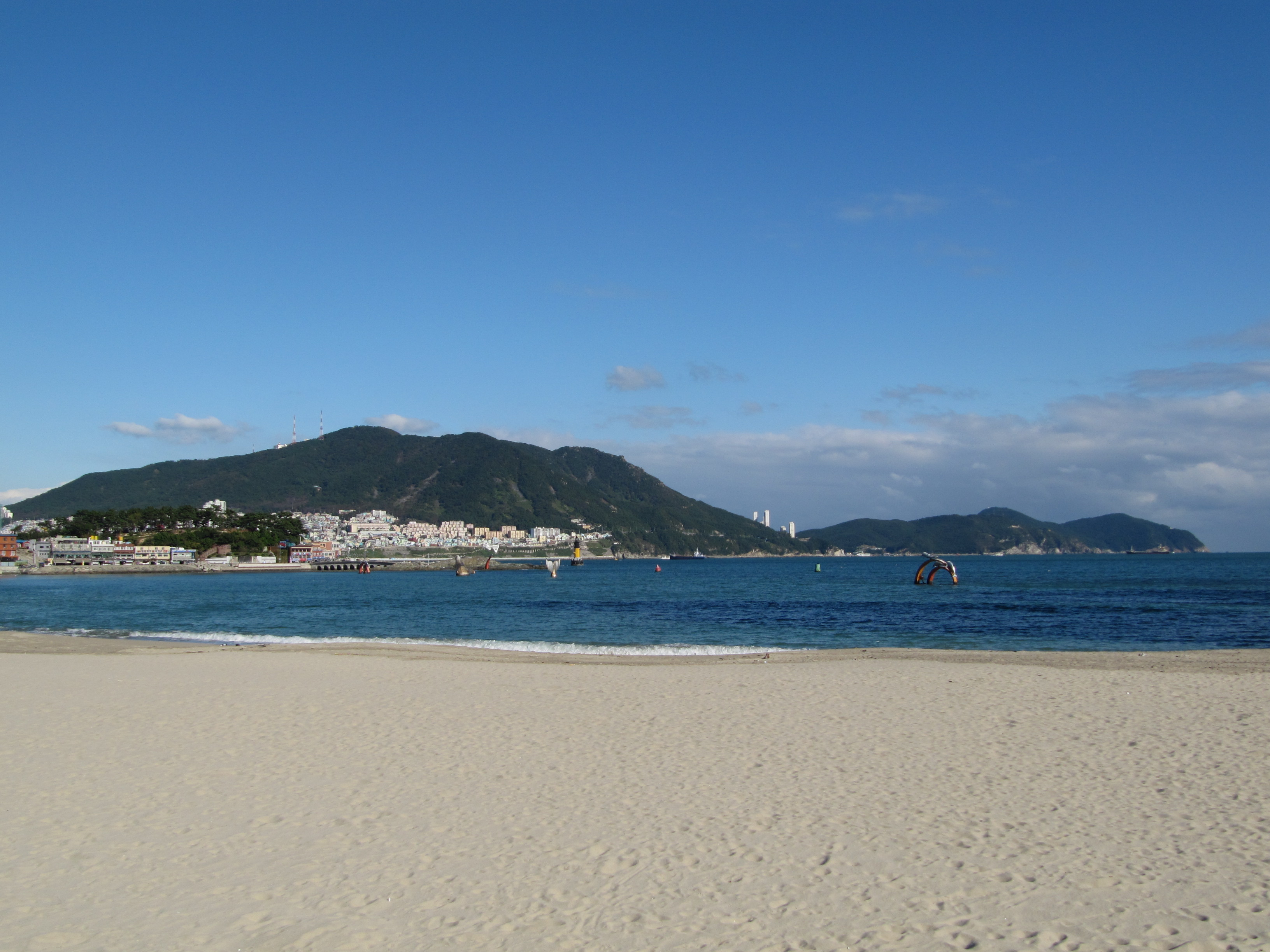

## Divisiones administrativas

- Namhang-dong
- Yeongseon-dong
- Sinseon-dong
- Bongnae-dong
- Cheonghak-dong
- Dongsam-dong